# Kickapou
Cet article concerne la langue kickapoue. Pour le peuple kickapou, voir Kickapous.
Le kickapou (ou kickapoo) est une langue algonquienne centrale parlée au centre de l'Oklahoma entre les villes de Shawnee et Jones et à Nacimiento au Mexique, dans l'État de Coahuila, par environ 1 000 Kickapous. On trouve encore quelques locuteurs âgés à Horton, au Kansas.
Paul Voorhis, en 1974 comme en 1988, signale que la langue reste, en Oklahoma, vivace, y compris chez les plus jeunes. La langue ne semble pas menacée.

## Classification du kickapou
Le kickapou, avant le XVIIIe siècle était parlé dans le Michigan actuel. Il est considéré comme faisant partie d'une chaîne dialectale avec une autre langue parlée, à l'origine, dans la même partie des États-Unis, le mesquakie des Sauks et des Mesquakies.

## Écriture
Une orthographe kickapoo a été développée par Paul Voorhis en 1974 et est révisée en 1981. Une nouvelle orthographe est utilisée par le Kickapoo Language Development Program en Oklahoma.
| Lettre        | a | aa | ch | e | ee | h | i | ii | k | m | n | o | oo | p | s | t | th | w | y |
| Prononciation | ə | ɑ  | tʃ | e | æ  | h | ɪ | i  | k | m | n | o | ɔ  | p | s | t | θ  | w | j |

## Phonologie

### Consonnes
|              | Bilabiale | Dentale | Alvéolaire | Palatale | Vélaire | Glottale |
| ------------ | --------- | ------- | ---------- | -------- | ------- | -------- |
| Occlusive    | p [p]     | t [t]   |            |          | k [k]   | ʔ [ʔ]    |
| Fricative    |           | θ [θ]   | s [s]      |          |         | h [h]    |
| Affriquée    |           |         |            | c [tʃ]   |         |          |
| Nasale       | m [m]     | n [n]   |            |          |         |          |
| Semi-voyelle | w [w]     |         |            | y [j]    |         |          |

- Allophones :

Le /c/ varie selon les locuteurs, entre une prononciation dentale ou palatale: caaki - tout est prononcé [t͡saːki] ou [t͡ʃaːki].
Les occlusives, fricatives et affriquée, à l'exception des deux consonnes glottales, sont librement voisées par certains locuteurs.

### Voyelles
|         | Antérieure    | Centrale      | Postérieure   |
| ------- | ------------- | ------------- | ------------- |
| Fermée  | i [i] ii [iː] |               |               |
| Moyenne | e [ɛ] ee [ɛː] |               | o [o] oo [oː] |
| Ouverte |               | a [a] aa [aː] |               |

- Allophones :

Le /a/ est prononcé [a] au voisinage d'une autre voyelle. Ailleurs il est [ʌ]. Le [aː] long reste dans tous les environnements [aː].
Exemples :
- aakamyai - « c'est propre » : [aːhkʌmʲai].
- anemwa - « chien » : [ˈʌnɛmwʌ].